# Nadja à Paris
Pour plus de détails, voir Fiche technique et Distribution.
Nadja à Paris est un court-métrage documentaire français réalisé par Éric Rohmer, sorti en 1964.
Nadja, étudiante yougoslave naturalisée américaine, décrit sa vie à Paris, depuis la Cité Universitaire jusqu'à la vie au quartier Latin, Montparnasse, et ses escapades aux Buttes Chaumont et Ménilmontant. 
Dans ce reportage sans dialogue, Nadja joue son propre rôle et lit en voix off le récit qu'elle a écrit.

## Fiche technique
- Titre original : Nadja à Paris
- Réalisation : Éric Rohmer
- Photographie : Néstor Almendros
- Son : Bernard Ortion
- Montage : Jackie Raynal
- Production : Barbet Schroeder
- Société de production : Les Films du Losange
- Pays d’origine :  France
- Langue originale : français
- Texte : Nadja Tesich
- Format : noir et blanc — 16 mm — 1,33:1 — son Mono
- Genre : Documentaire
- Durée : 13 minutes
- Date de sortie :
  - France : 1964

## Distribution
- Nadja Tesich : elle-même

## Remarques
- Ce court documentaire offre un regard personnel et sobre de la vie étudiante et de la vie à Paris. Ce qui à l'époque n'était qu'un regard d'une étrangère, s'est enrichi aujourd'hui d'une dimension historique intéressante.
- Un remake de ce court-métrage, intitulé Lisa à Paris[1], a été réalisé en 2016-2017 dans le cadre du 60e anniversaire de la Maison Heinrich Heine[2] à la Cité internationale universitaire de Paris, où se déroule une partie du film.